# 페르난다 몬테네그루
페르난다 몬테네그루(포르투갈어: Fernanda Montenegro, 1929년 10월 16일 ~ )는 브라질의 배우로 본명은 아를레치 피녜이루 이스테베스 토히스(포르투갈어: Arlette Pinheiro Esteves Torres)이다. 제48회 베를린 국제 영화제 은곰상 여자연기자상 수상자, 2006 브라질 영화대상 여우주연상 수상자이다.

## 참여 작품

### 영화
- 중앙역 (영화)
- 카우 삼총사
- 콜레라 시대의 사랑 (영화)
- 마노엘 드 올리베이라
- 인비저블 라이프

### 텔레비전
- 아 도나 두 페다수

### 무대
- 의심 품기
- 페드르

## 수상
- 브라질 영화대상 여우주연 (1965)

1967년 모습

- 베를린 국제 영화제 은곰상 여자연기자 (1998)
- 전미 비평가 위원회 여우주연 (1998)
- 트라이베카 영화제 여우주연 (2004)